# Mutasarrifato di Gerusalemme
Il Mutasarrifato di Gerusalemme (in turco: Kudüs-i Şerif Mutasarrıflığı), fu un governatorato dell'Impero ottomano, nell'area dell'attuale Israele e Palestina, con capitale Gerusalemme. Il distretto comprendeva oltre a Gerusalemme altre città principali nell'area come Gaza, Jaffa, Hebron, Betlemme e Beersheba. Assieme al Sangiaccato di Nablus ed al Sangiaccato di Acri, esso formava la regione comunemente chiamata "Siria meridionale" durante l'ultimo periodo di governo ottomano.
Lo status politico del Mutasarrifato di Gerusalemme era unico nel suo genere dal momento che la provincia era sotto la diretta autorità di Istanbul. Gli abitanti venivano identificati innanzitutto su base religiosa, ma il distretto manteneva forti legami anche con molte potenze europee che infatti instillarono nella popolazione locale l'idea di stato indipendente.
I villaggi del distretto erano normalmente abitati da contadini mentre le città più grandi erano abitate da mercanti, artigiani, proprietari terrieri e banchieri. L'élite era composta dai sacerdoti, dai ricchi proprietari terrieri e dagli impiegati statali d'alto rango.

## Storia
L'area amministrativa in precedenza alla creazione del Muḥāfaẓa era un sanjak del Vilayet di Siria (creato nel 1864, dopo le riforme definite Tanzimat). Sul finire del XIX secolo, l'idea che il Mutasarrifato di Gerusalemme potesse formare da solo uno Stato divenne ideale comune sia nel movimento sionista, sia nella classe araba istruita.
Nel 1907 il funzionario ottomano Najib Azuri propose l'elevazione del mutasarrifato allo status di vilayet al Parlamento ottomano. L'area venne conquistata dalle forze alleate nel 1917 durante la prima guerra mondiale e divenne poi parte del mandato britannico della Palestina.

## Geografia antropica

### Suddivisioni amministrative
I [kaza del mutasarrifato erano:
1. Kaza di Kudüs
2. Kaza di Yafa
3. Kaza di Birü's Seb'a
4. Kaza of Gazze
5. Kaza di Halilü'r Rahman